# Бій у Данській протоці

Карта операції «Рейнюбунг», що проводилася німецьким флотом у травні 1941

Бій у Данській протоці (англ. Battle of the Denmark Strait) — морський бій, що стався 24 травня 1941 року в Данській протоці між ескадрою британського флоту та рейдовою групою німецького флоту. Лінійний корабель «Бісмарк» і важкий крейсер «Принц Ойген» під командуванням віце-адмірала Г. Лютьєнса діяли за планом операції «Рейнюбунг», якою визначалося порушення морського судноплавства союзників у Північній Атлантиці. Під час спроби прориву Данською протокою вони були перехоплені й між британськими та німецькими кораблями у ранкові години 24 травня 1941 року зав'язався бій.
За 10 хвилини після першого залпу британської корабельної артилерії лінійний крейсер «Гуд» накрило залпом «Бісмарка» з дистанції від 8 до 9,5 миль (15 — 18 км). Майже одразу поблизу грот-щогли виник велетенський фонтан вогню, після чого стався потужний вибух, який розірвав крейсер навпіл. Корма «Гуда» швидко затонула. «Принц Уельський», що перебував на відстані півмилі, був засипаний уламками «Гуда». Крейсер затонув за три хвилини, забравши із собою 1415 чоловіків, включаючи віце-адмірала Л. Голланда. Врятувалися лише троє моряків, яких за дві години підібрав есмінець «Електра». Лінкор «Принц Уельський» продовжував бій поодинці, але через зазнані пошкодження від влучень німецьких снарядів, невдовзі вийшов з бою та відступив.
Бій вважається тактичною перемогою німецького флоту. Через пошкодження в паливній системі «Бісмарк» змушений був припинити виконання бойового завдання та спробував прорватися до берегів окупованої Франції. Значні британські сили переслідували його та врешті-решт наздогнали й після нетривалого бою затопили.

## Історія

### Передумови

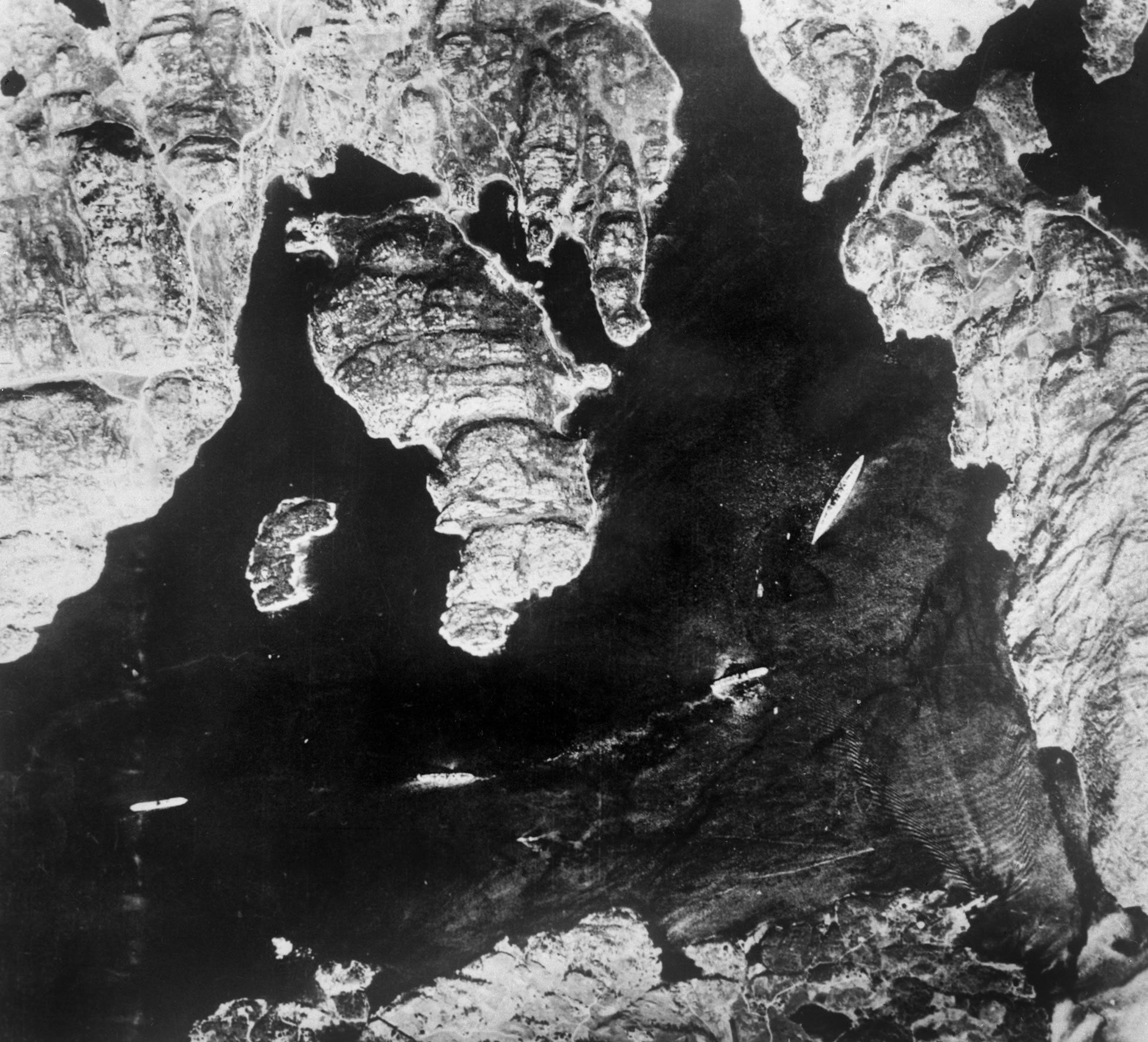
Аерознимок флаїнг-офіцера М.Саклінга з борту літака-розвідника з німецьким лінкором «Бісмарк» поблизу норвезьких берегів. 21 травня 1941

У травні 1941 року німецьке командування запланувало проведення чергової рейдерської операції під кодовою назвою «Рейнюбунг», у ході якої до океанських просторів Північної Атлантики мали прорватися дві новітні одиниці німецького флоту — найсильніший на той момент лінкор світу «Бісмарк», і останній із серії важких крейсерів типу «Адмірал Гіппер» — «Принц Ойген». Володіючи потужним бойовим потенціалом і маючи добре вишколені екіпажі, вони становили серйозну загрозу комунікаціям і судноплавству союзників у північних широтах.
18 травня 1941 року обидва кораблі Крігсмаріне вийшли з порту окупованої Гдині. Лінкором командував капітан-цур-зее Ернст Ліндеманн, а всією операцією керував адмірал Гюнтер Лют'єнс.
20 травня про вихід цієї пари стало відомо англійцям завдяки інформації, перехопленій радіорозвідкою британців у шведів, чий авіаносний крейсер «Готланд» виявив німецькі кораблі на переході Балтійським морем. Вважаючи метою походу прорив в Атлантику та що ворожі кораблі прориватимуться саме крізь ГІСК-прохід, Адміралтейство привело в стан бойової готовності з'єднання своїх кораблів у стратегічних пунктах на всьому просторі між Шотландією і Гренландією.
Командувач флотом Метрополії адмірал Джон Тові на своєму флагманському лінкорі «Кінг Георг V» разом з лінійним крейсером «Ріпалс» і авіаносцем «Вікторіос» знаходився на захід від Фарерських островів, звідки міг почати погоню за німецькими кораблями в будь-якому напрямку. До району можливого знаходження «Бісмарка» і «Принца Ойген» була спрямована потужна оперативна група кораблів віце-адмірала Л. Е. Голланда, до якої входили найсильніший корабель Королівського флоту лінійний крейсер «Гуд» (командир — капітан Ральф Керр) і новий, ще не пройшов усіх випробувань, лінкор типу «Кінг Георг V» «Принц Уельський» (командир — капітан Джон Ліч) і 6 есмінців «Еко», «Електра», «Ентоні», «Ікарус», «Акейтіз» і «Антилоуп».
Вихід в Атлантику між Ісландією і Фарерами пильнували легкі крейсери «Аретуза», «Бірмінгем» і «Манчестер». У Данській протоці патрулював загін важких крейсерів контр-адмірала У. Ф. Вейк-Волкера у складі флагманського «Норфолка» (командир — кап. А.Дж. Л.Філліпс) і «Саффолка» (кептен Р. М. Елліс).

### Виявлення і початок переслідування

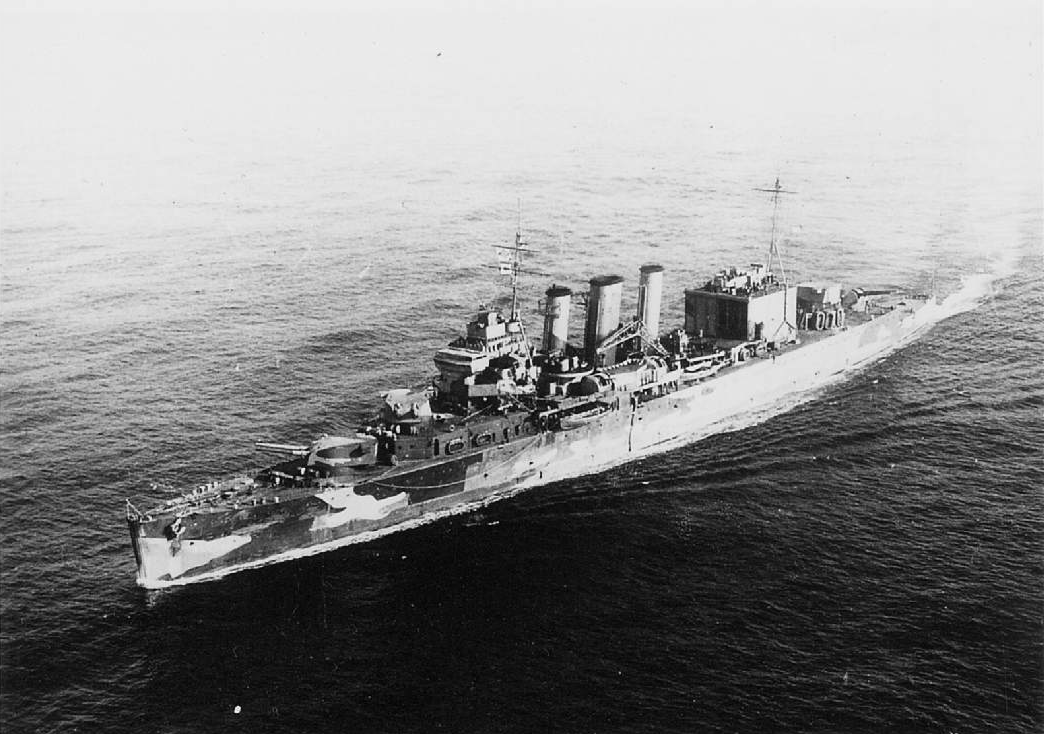
Важкий крейсер «Саффолк» під час переслідування німецького лінкора «Бісмарк». 24 травня 1941

О 19.22 23 травня один зі спостерігачів на «Саффолк», попри густий туман помітив у вечірній імлі нечіткі силуети двох великих кораблів. Капітан Елліс негайно оголосив бойову тривогу і наказав максимально збільшити швидкість. Відстань до помічених кораблів визначено приблизно в 7 миль. Спочатку з'явилися сумніви щодо їх походження — один зі спостерігачів навіть стверджував, що бачить «Гуд» і «Принц Уельський», але незабаром характерні силуети німецьких кораблів були впізнані й послана шифрограма Ф. Вейк-Волкеру і Джону Тові: «Ворог у поле зору». Тим часом «Саффолк» змінив курс і зник в імлі, потім повернувся і встановив радарний контакт з німецькими кораблями.
Отримавши інформацію, флагманський крейсер «Норфолк» швидко попрямував до «Саффолка», посилаючи сигнали тривоги Адміралтейству і закликаючи на допомогу групу віце-адмірала Голланда. Німецькі кораблі також викрили присутність британського крейсера і збільшили швидкість. «Саффолк» тримався поза досяжністю гармат кораблів адмірала Г. Лют'єнса. Менш ніж за годину до нього приєднався «Норфолк», який наблизився до ворога на відстань 6 миль.
О 20.15 німецький лінкор відкрив вогонь по цьому крейсеру, який однак швидко вийшов з-під обстрілу і разом з «Саффолком» відступив на певну відстань. Британські крейсери буквально «не спускали очей» з німецьких кораблів, утримуючи їхні силуети на екранах своїх радарів і слідуючи за ними, як тіні до підходу групи віце-адмірала Голланда.
23 травня погода різко погіршилась і віце-адмірал Ланселот Голланд з борту лінійного крейсера «Гуд» подав сигнал есмінцям, котрі його супроводжували:

| «Якщо ви не в змозі тримати мою швидкість, я продовжу похід без вас. Ви маєте слідувати за мною з найбільшою швидкістю.» Оригінальний текст (англ.) «If you are unable to maintain this speed I will have to go on without you. You should follow at your best speed» |
О 2:15 24 числа кораблям ескорту був відданий наказ роззосередитися з інтервалом 15 миль у пошуках кораблів Крігсмаріне.
На світанку 24 травня, близько 5.30, коли відстань до ісландського мису Рейк'янесскаґі склала 270 миль, британські важкі крейсери наздогнали «Гуда» і «Принца Уельського». Противники готувалися до бою — «Саффолк» і «Норфолк» виконали свою основну задачу і трималися осторонь.

### Бій

#### Загибель «Гуда»
У ранкові години 24 травня 1941 року погода в цьому регіоні Атлантики значно поліпшилась і видимість стала відмінною. Німецькі кораблі йшли курсом 220 градусів зі швидкістю 28 вузлів. О 05:25 гідроакустики «Принца Ойгена» виявили шуми гвинтів двох кораблів по лівому борту, а о 05:37 візуально побачили невідомий корабель, який спочатку прийняли за британський легкий крейсер. О 05:43 виявився ще один корабель.
О 05:35 спостерігачі з лінкора «Принц Уельський» заявили про те, що побачили ворожі кораблі. Однак, ані німці, ані британці не визначили чітко, які перед ними кораблі противника. Для стрільби по британських важких крейсерах, німецька корабельна артилерія зарядила відповідні боєприпаси. Англійці ж вважали, що головним у кільватерній колоні прямує «Бісмарк» і відповідно віце-адмірал Ланселот Голланд наказав «Гуду» і «Принцу Уельському» відкрити вогонь по кораблю, що йшов у голові колони. Незабаром адмірал Л.Голланд вніс поправку до цілевказання й віддав наказ стріляти по другому кораблю. Командир «Гуда» капітан Ральф Керр продовжував здійснювати націлювання на перший корабель.
О 05:52 з відстані 26 500 ярдів (24 200 м) першим відкрив вогонь з носових 381-мм корабельних установок BL 15 inch Mk I «Гуд». За ним вогонь по «Бісмарку» відкрив «Принц Уельський». Однак, із початком вогневого контакту значну роль стала грати помилка британських військових моряків, які вибрали неправильну тактичну позицію для бою. Їх кораблі йшли напереріз німцям таким курсом, при якому не могли стріляти кормові башти головного калібру — вісім із 18 гармат. Більш того, після першого залпу вийшла з ладу одна з носових установок «Принца Уельського»; тобто в  англійців могли стріляти лише 9 гармат. Німці відразу отримали перевагу в потужності гарматного залпу.
«Норфолк» і «Саффолк» здійснили спробу підтримати «Гуд» та «Принц Уельський» і вступили у бій, відкривши вогонь з гармат головного калібру по «Бісмарку», однак велика відстань та брак швидкості моментально позбавили їх можливості взяти участь у сутичці.

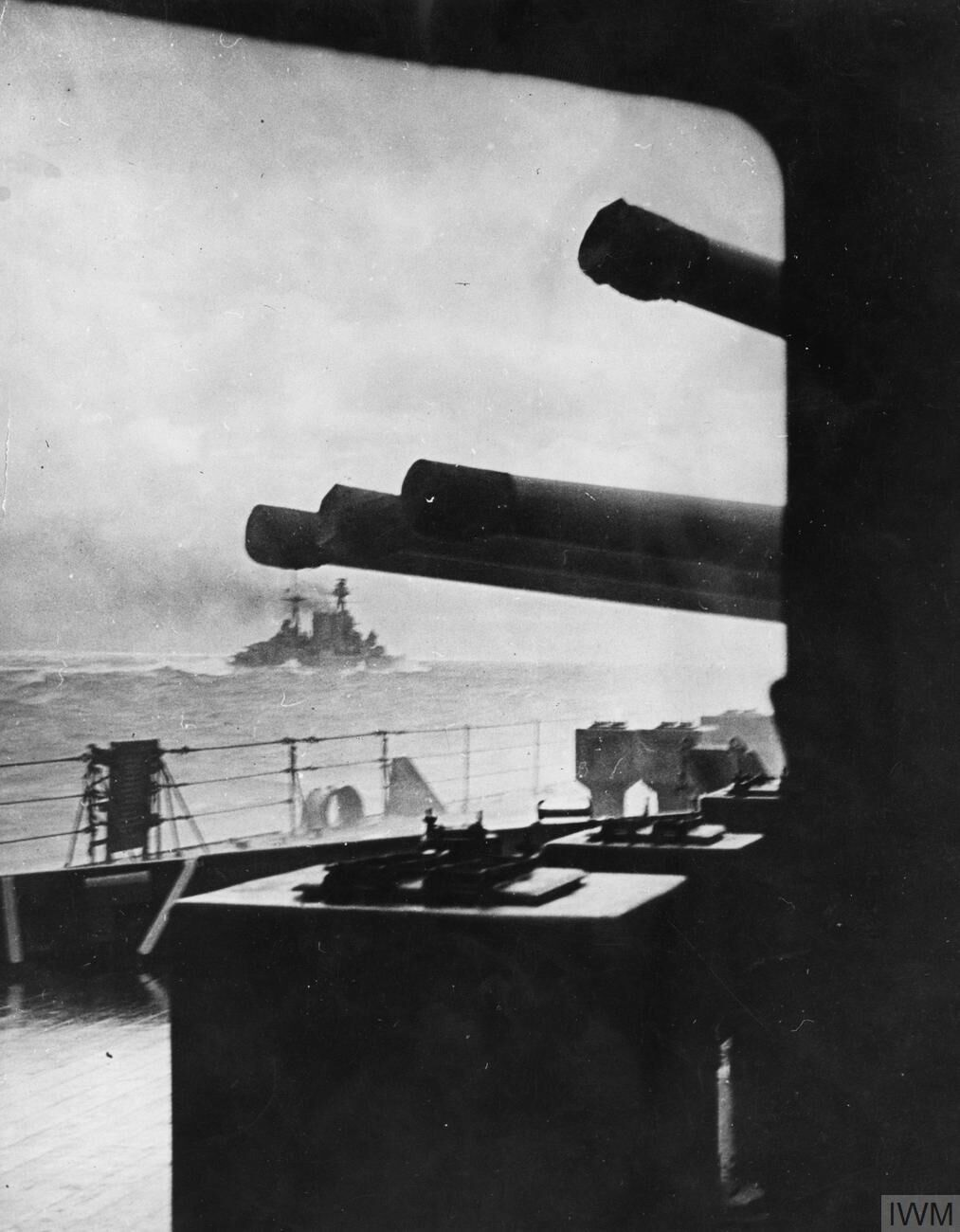
Остання світлина лінійного крейсера «Гуд». 24 травня 1941

Перші британські снаряди впали з великим перельотом, разом із тим «Принц Уельський» зміг влучити в лінкор «Бісмарк» — щонайменше три 360-мм снаряди гармат BL 14 inch Mk VII влучили в корпус «Бісмарка». Перший снаряд влучив у командирський човен та вивів з ладу катапульту гідроплана Arado Ar 196. Другий пробив ніс «Бісмарка» наскрізь, але не вибухнув. Третій пробив бронювання корпусу в підводній частині та вибухнув всередині лінкора, затопивши генераторний відсік та пошкодивши перебірку із сусіднім бойлерним відсіком та частково його затопивши. Внаслідок ураження ворожими снарядами «Бісмарк» був частково притоплений.
Розриви британських снарядів поранили 5 німецьких моряків. Але найбільшої шкоди британці спричинили внаслідок ураження третім снарядом: пошкодження в носовій частині заблокували доступ до паливних танків у цій частині корпусу, незабаром пальне почало витікати з 1000-тонної цистерни. Забір води в носову частину призвів до притоплення аж на 2 метри носу корабля. За декілька хвилин швидкість «Бісмарка» впала на 2 вузли, і за ним утворився масляний слід.
О 05:55 приблизно з відстані 20 300 м німецькі кораблі дали залп по лінійному крейсеру «Гуд». Один снаряд влучив у палубу корабля, спровокувавши велику пожежу у сховищі з оснащеними 100-мм боєприпасами для допоміжних гармат британського крейсера. Імовірно німці влучили ще двічі: у фундамент бойової рубки та в радарний комплекс системи керування артилерійським вогнем.
О 06:00 адмірал Л. Голланд наказав змінити курс кораблів на 20° ліворуч, щоб можна було стріляти й з кормових башт. Під час розвороту в корпус британського «Гуда» влучив п'ятий залп із «Бісмарка»] з відстані приблизно 9 миль (14 км): щонайменше один з п'яти 380-мм німецьких снарядів пробив броню та вибухнув у пороховому льохові. Поблизу грот-щогли виник гігантський фонтан вогню, після чого стався потужний вибух, що розірвав крейсер навпіл.
Корма «Гуда» швидко затонула. Носова частина піднялася вертикально й деякий час розгойдувалася, після чого затонула й вона (в останню мить приречений екіпаж носової башти «A» зробив ще один залп). «Принц Уельський», що перебував на відстані півмилі, засипало дощем з уламків «Гуда».
Гордість британського флоту лінійний крейсер «Гуд» затонув за три хвилини; загинули 1 415 осіб, у тому числі командувач оперативної групи віце-адмірал Ланселот Голланд та командир «Гуда» капітан Ральф Керр. За дві години до місця трагедії підійшов есмінець «Електра», який зміг забрати з води тільки трьох вцілілих: Теда Бріггса, Боба Тілберна та Білла Дандейса, які плавали на саморобних плотах з уламків крейсера.

#### «Принц Уельський»
Після вибуху «Гуда» лінійний корабель «Принц Уельський» машинально продовжував курс на місце загибелі корабля. Кептен Дж. К.Ліч віддав наказ різко змінити курс, щоб не наразиться на рештки крейсера, і тим самим підставив борт лінкора під вогонь двох ворожих кораблів. «Принц Уельський» знову ліг на попередній курс і опинився один віч-на-віч з двома потужними кораблями противника, які продовжували вести вогонь. У британський лінкор влучили чотири рази снаряди «Бісмарка» та три снаряди «Принца Ойгена». Один з них пробив наскрізь надбудову, вбивши та поранивши декількох британських моряків. Ще один влучив у радарний пристрій, також спричинивши втрати серед екіпажу. Решта снарядів уразили важливі елементи в конструкції лінкора, проте на щастя для «Принца Уельського» жоден з них не вибухнув та не призвів до катастрофічних наслідків.
Разом з цим, сукупні результати ураження, несправності в артилерійській частині декількох гармат головного калібру, що знизили сумарний залп корабля на 26 %, підштовхнули кептена Дж. К.Ліча до рішення, що подальше продовження бою за таких умов може призвести до загибелі лінійного корабля без спричинення будь-якого збитку противникові. О 06:04, поставивши димову завісу, «Принц Уельський» вийшов з бою та близько 06:10 відступив з поля бою. 13 членів екіпажу лінкора загинули у швидкоплинній стрілянині, 9 дістали поранень. Як з'ясувалося пізніше, «Принц Уельський» через щасливий випадок відступив трохи раніше, не наблизившись до радіусу досяжності торпед важкого крейсера «Принц Ойген», обслуга якого вже була готова дати торпедний залп.

### Наслідки
Затоплення британського лінійного крейсера «Худ» викликало неабияке радіння на «Бісмарку». Усі німецькі моряки були повні надії розправитися і з «Принцом Уельським» і палали бажанням кинутися йому навздогін. Капітан-цур-зее Е. Ліндеманн звернувся до адмірала Г. Лют'єнса розпочати погоню, але той відмовив командиру корабля і віддав розпорядження вийти з бою, змінивши курс на 270°.
Пошкодження на «Бісмарку» паливних танків у поєднанні з упущеною можливістю дозаправлення у Бергені, коли була така нагода, призвели до того, що на лінкорі лишилося тільки 3 000 тонн палива, обмаль для подальшого ефективного виконання завдань з боротьби з ворожими конвоями у Північній Атлантиці. Елемент несподіваності також був втрачений, майже весь британський Королівський флот поринув на пошуки рейдерської групи Крігсмаріне. Більш того, по п'ятах німців переслідував загін важких крейсерів контр-адмірала У. Ф. Вейк-Волкера. Виходячи з цього, адмірал Лют'єнс дійшов висновку, що подальший похід втрачає сенс і вирішив повернути до берегів Франції, де поставити «Бісмарк» у док Сен-Назера на ремонт.
Командиру важкого крейсера «Принц Ойген» адмірал наказав продовжити рейд за визначеним планом і крейсер пішов далі у південні широти Атлантичного океану. Незабаром у відкритому морі, німецький корабель дозаправився спочатку від допоміжного судна «Spichern», а 28 травня від танкера «Esso Hamburg». Корабель продовжував рейд, однак, не потопивши жодного судна противника та через виниклі проблеми із силовою установкою, 1 червня 1941 року «Принц Ойген» повернувся на базу у Брест.